# ماريو بينيدو
ماريو بينيدو (بالإسبانية: Mario Pinedo) (مواليد 9 أبريل 1964) هو لاعب كرة قدم. يلعب مع منتخب بوليفيا لكرة القدم. سبق له أن لعب في كأس العالم لكرة القدم مع منتخب بلاده.

## روابط خارجية
- ماريو بينيدو على موقع الاتحاد الدولي (مؤرشف)  (الإنجليزية)
- ماريو بينيدو على موقع قاعدة بيانات كرة القدم.إي يو (الإنجليزية)
- ماريو بينيدو على موقع ناشيونال فوتبول تيمز (الإنجليزية)
- ماريو بينيدو على موقع عالم كرة القدم.نت (الإنجليزية)